# Знамя (футбольний клуб, Ногінськ)
«Знамя» (рос. Некоммерческое партнерство по развитию футбола в городе Ногинске Московской области «Футбольный клуб «Знамя»)  — російський футбольний клуб з міста Ногінська Московської області.

## Хронологія назви
| Період    | Назва команди                      |
| --------- | ---------------------------------- |
| 1936–1948 | «Червоне знамя»                    |
| 1949–1957 | «Спартак»                          |
| 1958–1964 | «Труд» (Глухово)                   |
| 1965–1991 | «Знамя»                            |
| 1991–2005 | «Автомобіліст»                     |
| 2005–2006 | «Ногінськ»                         |
| 2007–2008 | «Ногінськ» ім. Г. І. Федотова      |
| 2008      | «Еколаб-СДЮШОР МО» (Електрогорськ) |
| 2009      | СДЮШОР                             |
| 2010–н.ч. | «Знамя»                            |

## Історія
Ногінськ став одним з перших центрів зародження футболу в Росії. У 1911 році в Богородську (так до 1930 року називався Ногінськ) почали будувати футбольне поле та створили першу в повіті футбольну команду Глухівської мануфактури. З цього часу розпочинається історія Богородського (Ногінського) футболу.
У 1936 році Ногінська команда «Червоний прапор» взяла участь в першому Кубку СРСР де дійшла до півфіналу, поступившись (1:5) тбіліському «Динамо». . З 1958 до 1969 рік клуб регулярно брав участь у першостях СРСР. У 1962 представляв Глухово (селище в Ногінському районі, а нині — мікрорайон Ногінська). Найкраще досягнення — 2-е місце в другій зоні Класу «Б» (1959).
З 1969 року команда брала участь в першостях нижчих ліг та регіональних змаганнях.
Восени 1991 року з ініціативи мера Ногінська Володимира Лаптєва і спонсорській підтримці ГУП МО «Мострансавто» клуб відроджений під назвою «Автомобіліст» і з наступного року почав виступати в першості Росії серед КФК. У 1993 році виграв Першість Росії серед аматорських клубів та вийшов у Третю лігу, отримавши професіональний статус.
У 1996 році «Автомобіліст» посів третє місце в 3-й зоні Третьої ліги.
8 квітня 1997 року під час матчу 1/16 Кубка Росії проти московського «Спартака» (0:1) відбулася одна з наймасовіших сутичок фанатів з ОМОНом, після якого головний тренер москвичів Олег Романцев хотів вивести свою команду з поля.
|                                              | У другому таймі з трибуни кинули вибуховий пакет — це послужило сигналом до дії. Втім, спартаківські фанати досі впевнені, що була провокація й вибуховий пакет кинув хтось із людей у формі. Що ж, у відповідь дії підмосковного ОМОНу дійсно були на рідкість швидкими й чіткими. Працюючи кийками направо й наліво, правоохоронці протягом декількох хвилин повністю (!) очистили трибуну від уболівальників і погнали їх на станцію. |
| — газета «Спорт-Експрес» 22 червня 1999 року | |

У червні 1998 року головним тренером клубу призначили відомого фахівця Ігора Волчка. Наступного сезону «Автомобіліст» виграв першість Другого дивізіону в зоні «Захід» та брав участь у стикових матчах за вихід у Перший дивізіон, але за сумою двох матчів поступився московській команді «Спартак-Чукотка» (1:1, 1:4).
У 2002 році клуб, який зазнавав ігрові та організаційні проблеми, з самого початку сезону осів на дні турнірної таблиці зони «Захід» і, зайнявши в підсумку передостаннє місце, позбувся професіонального статусу.
З фінансових причин «Автомобіліст» не зміг заявитися в групу А зони «Підмосков'ї» КФК і з 2003 по 2005 рік брав участь в турнірі групи Б, де займав місця в середині таблиці.
У 2006 році об'єднаний з іншим клубом з цього ж дивізіону — ногінським «Мосенерго» і перетворений у футбольний клуб «Ногінськ», який пізніше отримав ім'я Григорія Федотова.
У 2008 ФК «Ногінськ» був перейменований в «Еколаб-СДЮШОР МО» та переїхав в Електрогорськ, рік по тому повернувся в Ногінськ, змінивши назву на СДЮШОР.
30 липня 2009 року СДЮШОР знявся з Першості Росії серед ЛФК після 14 зіграних турів. Результати матчів за участю команди анулювали.

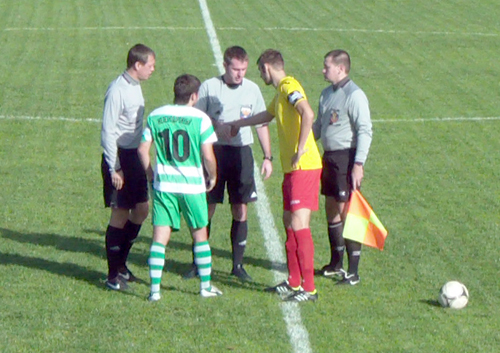
Капітани команд та арбітри напередодні фіналу Кубку Росії серед КФК, зона «Московська область»

У 2010 році клубу повернули історичну назву «Знамя». Команда взяла участь в зоні «Б» 1-ї групи Першості Московської області. Здобувши перемогу в турнірі, ногінчани отримали право наступного року брати участь у вищій групі Чемпіонату Московської області.
У 2011 році, переважно в зв'язку зі сторіччям ногінського футболу, прийнято рішення заявити команду в 3 дивізіон Чемпіонату Росії з футболу (зона «Московська Область», група Б).
За підсумками сезону 2011/12 років ФК «Знамя» став переможцем в 3 дивізіоні Чемпіонату Росії з футболу (зона «Московська Область», група Б), набравши 100 очок та випередивши найближчого суперника «Титан» з Клину на 2 очка. ФК «Знамя» отримав право на підвищення (вихід в групу А).
У 2013 році, перебуваючи в числі аутсайдерів групи А підмосковної зони 3-о дивізіону, «Знамя», тим не менше, зумів дістатися до фіналу Кубка Росії серед колективів фізичної культури в зоні «Московська область», де крупно поступився команді «Олімп-СКОПА» з Залізничного (0:5 та 0:2).
За підсумками сезону 2013 року у 3 дивізіоні Чемпіонату Росії з футболу (зона «Московська Область», група А) ФК «Знамя» зайняв 15-е місце, що спричинило пониження в класі.
Сезон 2014 ФК «Знамя» проводив у групі «Б».

## Символіка

### Клубні кольори
Червоний та золотий кольори використовуються в зображеннях герба і прапора міста Ногінська, а також герба і прапора Ногінського муніципального району.
| Червоний | Золотий |

### Емблема клубу
У 2010 році розробили поточну емблему клубу, основними елементами якої є щит червоного та золотого кольорів. На лівій стороні щита в золотому полі знаходяться шість геральдичних фігур (наскрізних ромбів) — традиційний символ ткацтва, яким здавна славилися Богородські землі. Золото — символ врожаю, багатства, стабільності, поваги, інтелекту, тепла й енергії. Червоний колір — символ мужності, сили, праці, краси і свята. Праву сторону щита займають червоні смуги, які вказують на територіальну приналежність клубу до Московської області. На їх фоні зображений футбольний м'яч вкритий натуральною шкірою, що символізує багату історію, спадкоємність й традиції Богородського (Ногінського) футболу. Верхня частина емблеми зайнята стилізованим написом „Футбольний клуб «Знамя»“. Щит обрамований стрічкою червоного кольору з написом «Ногінськ», під якою вказана дата створення першої футбольної команди Глухівської мануфактури — 1911 рік.

## Статистика виступів

### СРСР
| Рік       | Турнір     | Іг | В | Н | П | М'ячі | Етап   | Примітки |
| --------- | ---------- | -- | - | - | - | ----- | ------ | -------- |
| 1936      | Кубок СРСР | 4  | 3 | - | 1 | 9-5   | 1/2    | -        |
| 1937      | Кубок СРСР | 4  | 2 | 1 | 1 | 8-9   | 1/16   | -        |
| 1938      | Кубок СРСР | 4  | 2 | 1 | 1 | 13-7  | 1/32   | -        |
| 1949      | Кубок СРСР | 4  | 3 | - | 1 | 10-9  | 1/16   | -        |
| 1958      | Кубок СРСР | 2  | 1 | - | 1 | 3-3   | 1/128  | -        |
| 1959/1960 | Кубок СРСР | 4  | 3 | - | 1 | 10-11 | 1/16   | -        |
| 1961      | Кубок СРСР | 1  | - | - | 1 | 1-2   | 1/64   | -        |
| 1962      | Кубок СРСР | 4  | 3 | - | 1 | 6-3   | 1/32   | -        |
| 1963      | Кубок СРСР | 1  | - | - | 1 | 0-1   | 1/512  | -        |
| 1964      | Кубок СРСР | 2  | 1 | - | 1 | 3-3   | 1/256  | -        |
| 1965/66   | Кубок СРСР | 1  | - | - | 1 | 1-2   | 1/1024 | -        |
| 1966/67   | Кубок СРСР | 1  | - | - | 1 | 0-1   | 1/2048 | -        |
| 1967/68   | Кубок СРСР | 2  | 1 | - | 1 | 1-1   | 1/1024 | -        |

### Росія
| Рік  | Дивізіон           | Іг | В  | Н  | П  | М'ячі  | Очки | Місце   | Зона                            |
| ---- | ------------------ | -- | -- | -- | -- | ------ | ---- | ------- | ------------------------------- |
| 1992 | Третій дивізіон    | 28 | 19 | 2  | 7  | 70-24  | 40   | 3 з 15  | 7 зона — «Центр», група «А»     |
| 1993 | Третій дивізіон    | 22 | 16 | 3  | 3  | 52-21  | 57   | 2 з 12  | зона «Центр», група «В»         |
| 1994 | Третя ліга ПФЛ     | 46 | 22 | 11 | 13 | 80-58  | 55   | 8 з 24  | 3-я зона                        |
| 1995 | Третя ліга ПФЛ     | 44 | 22 | 9  | 13 | 61-39  | 75   | 8 из 23 | 3-а зона                        |
| 1996 | Третя ліга ПФЛ     | 38 | 26 | 7  | 5  | 84-30  | 85   | 3 з 20  | 3-а зона                        |
| 1997 | Другий дивізіон    | 38 | 16 | 12 | 10 | 70-53  | 60   | 9 з 20  | Захід                           |
| 1998 | Другий дивізіон    | 40 | 21 | 10 | 9  | 58-32  | 73   | 7 из 21 | Запад                           |
| 1999 | Другий дивізіон    | 38 | 28 | 5  | 5  | 83-31  | 89   | 1 з 20  | Захід                           |
| 2000 | Другий дивізіон    | 36 | 13 | 9  | 14 | 35-34  | 48   | 11 з 19 | Захід                           |
| 2001 | Другий дивізіон    | 38 | 7  | 10 | 21 | 30-62  | 31   | 16 з 20 | Захід                           |
| 2002 | Другий дивізіон    | 38 | 6  | 6  | 26 | 34-63  | 24   | 19 з 20 | Захід                           |
| 2003 | Третій дивізіон    | 34 | 8  | 9  | 17 | 38-52  | 33   | 14 з 18 | МРО «Центр», зона МО, група «Б» |
| 2004 | Третій дивізіон    | 34 | 9  | 5  | 20 | 55-90  | 32   | 13 з 18 | Зона МО, група «Б»              |
| 2005 | Третій дивізіон    | 26 | 14 | 4  | 8  | 64-45  | 46   | 5 з 14  | Зона МО, група «Б»              |
| 2006 | Третій дивізіон    | 30 | 20 | 3  | 7  | 67-41  | 63   | 3 з 16  | Зона МО, група «Б»              |
| 2007 | Третій дивізіон    | 34 | 14 | 3  | 17 | 67-59  | 45   | 12 з 18 | Зона МО, група «Б»              |
| 2008 | Третій дивізіон    | 34 | 14 | 5  | 15 | 62-61  | 41   | 11 з 18 | Зона МО, група «Б»              |
| 2009 | Третій дивізіон    | -  | -  | -  | -  | -      | -    | знявся  | Зона МО, група «Б»              |
| 2010 | Четвертий дивізіон | 20 | 14 | 3  | 3  | 65-25  | 45   | 1 з 11  | Перша група, зона «Б»           |
| 2011 | Третій дивізіон    | 42 | 32 | 4  | 6  | 131-37 | 100  | 1 з 15  | Зона МО, група «Б»              |
| 2012 | Третій дивізіон    | 17 | 3  | 5  | 9  | 20-30  | 14   | 14 з 18 | Зона МО, група «А»              |
| 2013 | Третій дивізіон    | 30 | 7  | 2  | 21 | 28-59  | 23   | 15 з 16 | Зона МО, група «А»              |
| 2014 | Третій дивізіон    | 26 | 13 | 4  | 9  | 47-32  | 43   | 6 з 14  | Зона МО, група «Б»              |
| 2015 | Третій дивізіон    | 27 | 16 | 6  | 5  | 73-27  | 54   | 3 из 10 | Зона МО, група «Б»              |
| 2016 | Третій дивізіон    | 30 | 15 | 3  | 12 | 61-55  | 48   | 6 з 16  | Зона МО, група «А»              |
| 2017 | Третій дивізіон    | 30 | 21 | 1  | 8  | 83-33  | 64   | 4 з 16  | Зона МО, група «А»              |

| Рік     | Турнір                       | Іг | В | Н | П | М'ячі | Очки | Етап  | Рівень турніру  |
| ------- | ---------------------------- | -- | - | - | - | ----- | ---- | ----- | --------------- |
| 1995/96 | Кубок Росії                  | 3  | 2 | - | 1 | 3-2   | 6    | 1/64  | Професіональний |
| 19/1997 | Кубок Росії                  | 5  | 4 | - | 1 | 12-2  | 13   | 1/16  | Професіональний |
| 1997/98 | Кубок Росії                  | 1  | - | - | 1 | 1-4   | 0    | 1/128 | Професіональний |
| 1998/99 | Кубок Росії                  | 1  | - | 1 | - | 1-1   | 1    | 1/128 | Професіональний |
| 1999/00 | Кубок Росії                  | 2  | 1 | - | 1 | 2-1   | 3    | 1/128 | Професіональний |
| 2000/01 | Кубок Росії                  | 1  | - | - | 1 | 0-2   | 0    | 1/256 | Професіональний |
| 2001/02 | Кубок Росії                  | 1  | - | - | 1 | 1-2   | 0    | 1/256 | Професіональний |
| 2002/03 | Кубок Росії                  | 4  | 2 | 1 | 1 | 4-3   | 7    | 1/32  | Професіональний |
| 2006    | Кубок КФК, зона МО           | 1  | - | 1 | - | 3-3   | 1    | 1/16  | Аматорський     |
| 2007    | Кубок КФК, зона МО           | 1  | - | - | 1 | 0-1   | 0    | 1/16  | Аматорський     |
| 2008    | Кубок КФК, зона МО           | 1  | - | - | 1 | 0-4   | 0    | 1/16  | Аматорський     |
| 2009    | Кубок КФК, зона МО           | 1  | - | - | 1 | 2-5   | 0    | 1/16  | Аматорський     |
| 2010    | Кубок КФК, зона МО           | 1  | - | - | 1 | 2-7   | 0    | 1/16  | Аматорський     |
| 2011    | Кубок III Дивізіону, зона МО | 2  | 1 | 1 | - | 9-1   | 4    | 1/8   | Аматорський     |
| 2012    | Кубок III Дивізіону, зона МО | 2  | 1 | - | 1 | 8-5   | 3    | 1/8   | Аматорський     |
| 2013    | Кубок III Дивізіону, зона МО | 6  | 3 | 1 | 2 | 8-9   | 10   | фінал | Аматорський     |
| 2014    | Кубок III Дивізіону, зона МО | 1  | - | - | 1 | 0-1   | 0    | 1/16  | Аматорський     |
| 2015    | Кубок III Дивізіону, зона МО | 2  | 1 | - | 1 | 8-8   | 3    | 1/8   | Аматорський     |

## Відомі гравці
- Юрій Биков
- Едуард Данилов
- Михайло Іванов
- Олександр Львов
- Роман Хмель
- Анатолій Хом'яков
- Сергій Кіщенко

## Відомі тренери
| Період    | Головний тренер     |
| --------- | ------------------- |
| 1958–1962 | Сергій Полєвой      |
| 1963      | Петро Ступаков      |
| 1964      | Валентин Ємишев     |
| 1965      | Микола Палиска      |
| 1966–1967 | Володимир Никаноров |
| 1968      | Борис Вікторов      |
| 1969      | Олексій Водягін     |
| 1970–1986 | Євген Алексєєв      |
| 1989      | Микола Єрмохін      |
| 1990      | Олександр Сенаторов |
| 1991–1994 | Едуард Данилов      |
| 1995      | Володимир Петров    |

| Період    | Головний тренер    |
| --------- | ------------------ |
| 1996–1997 | Володимир Бодров   |
| 1998      | Олексій Корягін    |
| 1998–2000 | Ігор Волчок        |
| 2001      | Олексій Корягін    |
| 2002      | Володимир Павленко |
| 2002      | Микола Лебедєв     |
| 2002      | Юрій Крючков       |
| 2002      | Юрій Нестеренко    |
| 2002      | Арсен Найдьонов    |
| 2005–2006 | Юрій Кобяков       |
| 2007      | Ігор Кукін         |
| 2008      | Юрій Кобяков       |
| 2009–н.ч. | Михайло Кобяков    |